# Tempest Peak
Der Tempest Peak (englisch für Unwetterspitze) ist ein spitzer und 3410 m hoher Berg mit einem 3345 m hohen südlichen Nebengipfel in der antarktischen Ross Dependency. In der Königin-Alexandra-Kette des Transantarktischen Gebirges ragt er 5 km nordnordöstlich des Storm Peak in den Marshall Mountains auf.
Die Mannschaft einer von 1961 bis 1962 dauernden Kampagne im Rahmen der New Zealand Geological Survey Antarctic Expedition benannte ihn nach den Wetterbedingungen, auf die sie im Gebiet dieses Bergs traf.